# Festival Punto de Vista
O Festival Punto de Vista ou Festival Internacional de Cinema Documental de Navarra é um festival de cinema criado em 2005 que se realiza anualmente na cidade de Pamplona, Espanha. Surgiu como sucessor do antigo "Certame de Criação Audiovisual de Navarra" e é organizado pelo Departamento de Cultura e Turismo da Institución Príncipe de Viana, um organismo do Governo de Navarra. Desde 2010 que depende do Instituto Navarro das Artes Audiovisuais e Cinematografia (INAAC).

## História
A primeira edição do festival teve lugar em 2005, coincidindo com o centenário do nascimento de Jean Vigo. Em honra à obra deste cineasta francês, e defendendo o cinema documental como um espaço de reflexão e criação, distante da objetividade jornalística, foi decidido batizar o festival com o nome "Ponto de Vista", como homenagem permanente ao "ponto de vista documentado" defendido por Jean Vigo.
O festival está vocacionado para o documentário de autor, de criação o de não ficção, e defende um cinema que nasce do real para criar algo novo, fruto do olhar do autor no seu cruzamento com a realidade.
Apesar de ser um evento recente, recolhe a herança do "Certame de Criação Audiovisual de Navarra", que durante dez anos deu a conhecer áreas do audiovisual menos conhecidas e divulgadas. A pouco e pouco foi-se afirmando nos campos da não ficção e documentário, quiçá porque, como disse  John Grierson, o documentário «é uma expressão tosca, mas não nos importemos com isso», um saco sem fundo desordenado onde cabe todo o aquele cinema que é inclassificável. O Certame de Criação Audiovisual de Navarra foi o primeiro festival espanhol que dedicou retrospectivas a autores tão emblemáticos como Chris Marker, Alexander Sokurov ou Alan Berliner.
Após uma paragem de alguns anos para reflexão, em 2005 nasceu o Festival Internacional de Cinema Documental de Navarra, ou Punto de Vista, deixando de lado as criações mais "museísticas" ou interativas e centrando-se no documentário.

## Alguns nomes
Ao longo das suas edições, o festival demonstrou o seu interesse na aposta pelo cinema diferente, documental ou de não ficção, que não tem lugar nos écrãs mais convencionais.
Na primeira edição homenageou Jean Vigo, com a projeção da sua obra integral e a presença de Luce Vigo, a filha do cineasta e portadora da memória e da luta dos eu pai. Além disso, rendeu também homenagem a Pío Caro Baroja, sobrinho do escritor Pío Baroja e pioneiro do documentário etnográfico em Espanha. Para completar essa primeira edição, houve uma retrospetiva dedicada ao fotógrafo e documentarista francês Raymond Depardon, com projeção de obras inéditas em Espanha.
A segunda edição teve como eixo principal o ciclo "O cinema dos mil anos", dedicado à história do cinema documental japonês desde a Segunda Guerra Mundial até à atualidade. Este ciclo mostrou pela primeira vez na Europa alguns dos filmes fundadores do cinema nipónico, imprescindíveis para entender algumas novas correntes de cinema, tanto de ficção como documentais, que chegam do Japão e do Oriente. Nomes como Shohei Imamura, Naomi Kawase, Makoto Sato, Shinsuke Ogawa ou Susumu Hani integraram a retrospetiva. Decorreu também uma homenagem à produtora X Films, fundada na década de 1960 pelo empresário e mecenas navarro Juan Huarte para promover o cinema experimental, que envolveu a projeção, de obras do pintor José Antonio Sistiaga, de Rafael Ruiz Balerdi, as primeiras curtas-metragens de José Luis Garci, José Luis García-Sánchez, Antonio Giménez-Rico, Jordi Grau e do cantor Luis Eduardo Aute, entre outros.
Entre outras retrospetivas realizadas em edições podem referir-se as dedicadas a autores como James Benning, Jem Cohen, Ermanno Olmi e a cinematografias como a japonesa ou ao cinema mudo de tradição eslava.
Em 2007 foi criada a secção chamada "Heterodocsias", de dedicada ao cinema documental mais heterodoxo feito em Espanha. Em 2008 essa secção tomou a forma de um projeto de produção sob o nome "La mano que mira" ("a mão que olha"), na qual sete realizadores (Andrés Duque, Gonzalo de Lucas, María Cañas, Víctor Iriarte, Albert Alcoz e Rafael Tranche) realizaram uma curta-metragem usando como única ferramenta um telefone móvel.

## Apoio ao cinema espanhol e Projeto X Films
Em 2010 o festival recuperou essa ideia de produção audiovisual e pôs em marcha o Projeto X Films, dentro da secção "Heterodocsias", que produz todos os anos um diário audiovisual de um autor emergente em Espanha. Na sua primeira edição, o vencedor foi Chus Domínguez, com o seu projeto "Notas de lo efímero" (notas do efémero). Com este projeto e com a aposta no cinema espanhol, o festival aspira a converter-se  numa plataforma de lançamento internacional de novos talentos audiovisuais que não têm acesso aos espaços tradicionais e industriais. O caso do coletivo de cineastas Los hijos, vencedores do Prémio Jean Vigo para a melhor realização demonstrou do interesse internacional por um novo cinema espanhol: o seu filme Los materiales foi apreentado desde então em museus como o Reina Sofia em Madrid, o Guggenheim de Bilbau, o Centro Pompidou de Paris, o ARTIUM de Vitória e em fstivais como o FIDMarseille ou o Festival Internacional de Cinema de Mar del Plata.
O nome da secção é uma homenagem explícita à produtora X Films, fundada pelo empresário Juan Huarte, que apoiou decididamente a produção de cinema experimental. Graças À X Films, trabalharam com absoluta libertade autores como José Antonio Sistiaga, Jorge Oteiza, Jordi Grau e muitos outros, e aí se iniciou na produção José María González-Sinde.

## Prémio Jean Vigo para o melhor realizador
Na terceira edição do festival, realizada entre 23 de fevereiro e 3 de março de 2007, foi instituído o Prémio Jean Vigo para o melhor realizador. O galardão premeia o melhor dos realizadores que participam na competição oficial com 5 000 euros.

## Filmes premiados
| Ano  | Prémio ou menção                                  | Obra                                          | Autor                                                                               |
| ---- | ------------------------------------------------- | --------------------------------------------- | ----------------------------------------------------------------------------------- |
| 2005 | Grande prémio "Ponto de Vista" para a melhor obra | Checkpoint                                    | Yoav Shamir (Israel)                                                                |
| 2005 | Melhor realização                                 | 66 seasons                                    | Peter Kerekes (Eslováquia                                                           |
| 2005 | Melhor curta-metragem                             | Good Times                                    | Alessandro Cassigoli (Itália) e Dalia Castel (Israel)                               |
| 2005 | Melhor guião                                      | Wetback, The undocumented documentary         | Arturo Pérez Torres (México)                                                        |
| 2005 | Menção especial                                   | Platicando                                    | Marisa Lafuente (Espanha)                                                           |
| 2005 | Menção especial                                   | Dr. Nagesh                                    | Vicent Detours e Dominique Henry (Bélgica                                           |
| 2006 | Grande prémio "Ponto de Vista"                    | Sonia                                         | Nathalie Dalaunoy                                                                   |
| 2006 | Grande prémio "Ponto de Vista"                    | Melodías                                      | François Bovy                                                                       |
| 2006 | Melhor realizador                                 | Melodías                                      | François Bovy                                                                       |
| 2006 | Melhor curta-metragem                             | Le pont sur la Drina                          | Xavier Lukomski                                                                     |
| 2006 | Menção especial                                   | La casa de mi abuela                          | Adán Aliaga                                                                         |
| 2006 | Menção especial                                   | Phantom Limb                                  | Jay Rosenblatt                                                                      |
| 2006 | Menção especial                                   | Tierra Negra                                  | Ricardo Iscar                                                                       |
| 2007 | Grande prémio "Ponto de Vista" para a melhor obra | Forever                                       | Heddy Honigmann (Países Baixos)                                                     |
| 2007 | Prémio Jean Vigo para o melhor realizador         | The Clinic                                    | Tomasz Wolski                                                                       |
| 2007 | Melhor curta-metragem                             | Eut elle été criminelle...                    | Jean Gabriel Périot                                                                 |
| 2007 | Prémio especial do público                        | Radiophobia                                   | Julio Soto                                                                          |
| 2007 | Menção especial                                   | Our America                                   | Kristina Konrad                                                                     |
| 2007 | Menção especial                                   | Orange Winter                                 | Andrei Zagdansky                                                                    |
| 2008 | Grande prémio "Ponto de Vista" para a melhor obra | Bingai                                        | Feng Yan (China)                                                                    |
| 2008 | Prémio Jean Vigo para o melhor realizador         | Tsui no sumika("A sua querida velha casa")    | Tatsuya Yamamoto (Japão)                                                            |
| 2008 | Melhor curta-metragem                             | 52 procent                                    | Rafal Skalski (Polónia)                                                             |
| 2008 | Prémio especial do público                        | Tovarisch, I am not dead                      | Stuart Urban (Reino Unido)                                                          |
| 2008 | Menção especial                                   | Must read after my death                      | Morgan Dews                                                                         |
| 2008 | Menção especial                                   | A story of people in war and peace            | Vardan Hovhannisyan                                                                 |
| 2009 | Grande prémio "Ponto de Vista" para a melhor obra | Alicia en el País                             | Esteban Larraín                                                                     |
| 2009 | Prémio Jean Vigo para o melhor realizador         | Mirages                                       | Olivier Dury                                                                        |
| 2009 | Melhor curta-metragem                             | Lost World                                    | Gyula Nemes                                                                         |
| 2009 | Menção especial do júri                           | Intimidades de Shakespeare y Víctor Hugo      | Yulene Olaizola                                                                     |
| 2009 | Prémio especial do público                        | Intimidades de Shakespeare y Víctor Hugo      | Yulene Olaizola                                                                     |
| 2010 | Grande prémio "Ponto de Vista" para a melhor obra | Let Each One Go Where He May                  | Ben Russell (Estados Unidos)                                                        |
| 2010 | Prémio Jean Vigo para o melhor realizador         | Los Materiales                                | Grupo Los hijos, formado por Javier Fernández, Luis López e Natalia Marín (Espanha) |
| 2010 | Melhor curta-metragem                             | Amanar Tamasheq                               | Lluis Escartín                                                                      |
| 2010 | Menção especial                                   | The darkness of day                           | Jay Rosenblatt                                                                      |
| 2010 | Menção especial                                   | Le plein pays                                 | Antoine Boutet                                                                      |
| 2011 | Grande prémio "Ponto de Vista" para a melhor obra | Foreign Parts                                 | J.P. Sniadeki e Véréna Paravel                                                      |
| 2011 | Prémio Jean Vigo para o melhor realizador         | The Arbor                                     | Clio Barnard                                                                        |
| 2011 | Melhor curta-metragem                             | Translating Edwin Honig: A Poet´s Alzheimer´s | Alan Berliner                                                                       |
| 2011 | Prémio especial do público                        | Color perro que huye                          | Andrés Duque                                                                        |
| 2011 | Menção especial                                   | Ici-Bas                                       | Comes Chahzabian                                                                    |
| 2011 | Menção especial                                   | 48                                            | Susana de Sousa Dias (Portugal)                                                     |